# 薄叶粉报春
薄叶粉报春（学名：Primula membranifolia）为报春花科报春花属下的一个种。

## 扩展阅读
- 維基物種上的相關：薄叶粉报春